# Verweisungsform
Eine Verweisungsform oder Nichtvorzugsbenennung (auch Nichtdeskriptor oder Non-Deskriptor) in einer Dokumentationssprache ist eine Bezeichnung, die nicht als Deskriptor zum Indexieren verwendet wird, sondern stattdessen auf eine synonyme Vorzugsbenennung oder verschiedene mögliche Deskriptoren verweist.
In einem Thesaurus findet man den entsprechenden Deskriptor unter dem Untereintrag „UT“ (für „used term“) oder „BS“ (für „benutztes Synonym“ bzw. „bevorzugtes Schlagwort“). Die reziproke Beziehung lautet „UF“ („used for“) bzw. „BF“ („benutzt für“). Diese Vorgehensweise ist zur Wahrung der Indexierungskonsistenz notwendig, da bei Nichtkenntnis eines zugelassenen Deskriptors auf diesen verwiesen wird. Der Deskriptor bezeichnet hierbei die Äquivalenzklasse und die Nichtdeskriptoren die darin enthaltenen Bezeichnungen. Nichtdeskriptorenlisten sollten in jeder Dokumentationssprache möglichst vollständig geführt werden, was allerdings kaum zu erreichen ist. Die Zahl der Nichtdeskriptoren liegt deshalb zumeist höher als die der zugelassenen Deskriptoren. 

## Beispiel
Thesauruseintrag:
Bank

BS Kreditinstitut

BS Sitzgelegenheit

Geldinstitut

BS Kreditinstitut

Hocker

BS Sitzgelegenheit

Kreditinstitut

BF Bank

BF Geldinstitut

Sitzgelegenheit

BF Bank

BF Hocker

BF Stuhl

Stuhl

BS Sitzgelegenheit